# Lluís Dalmau

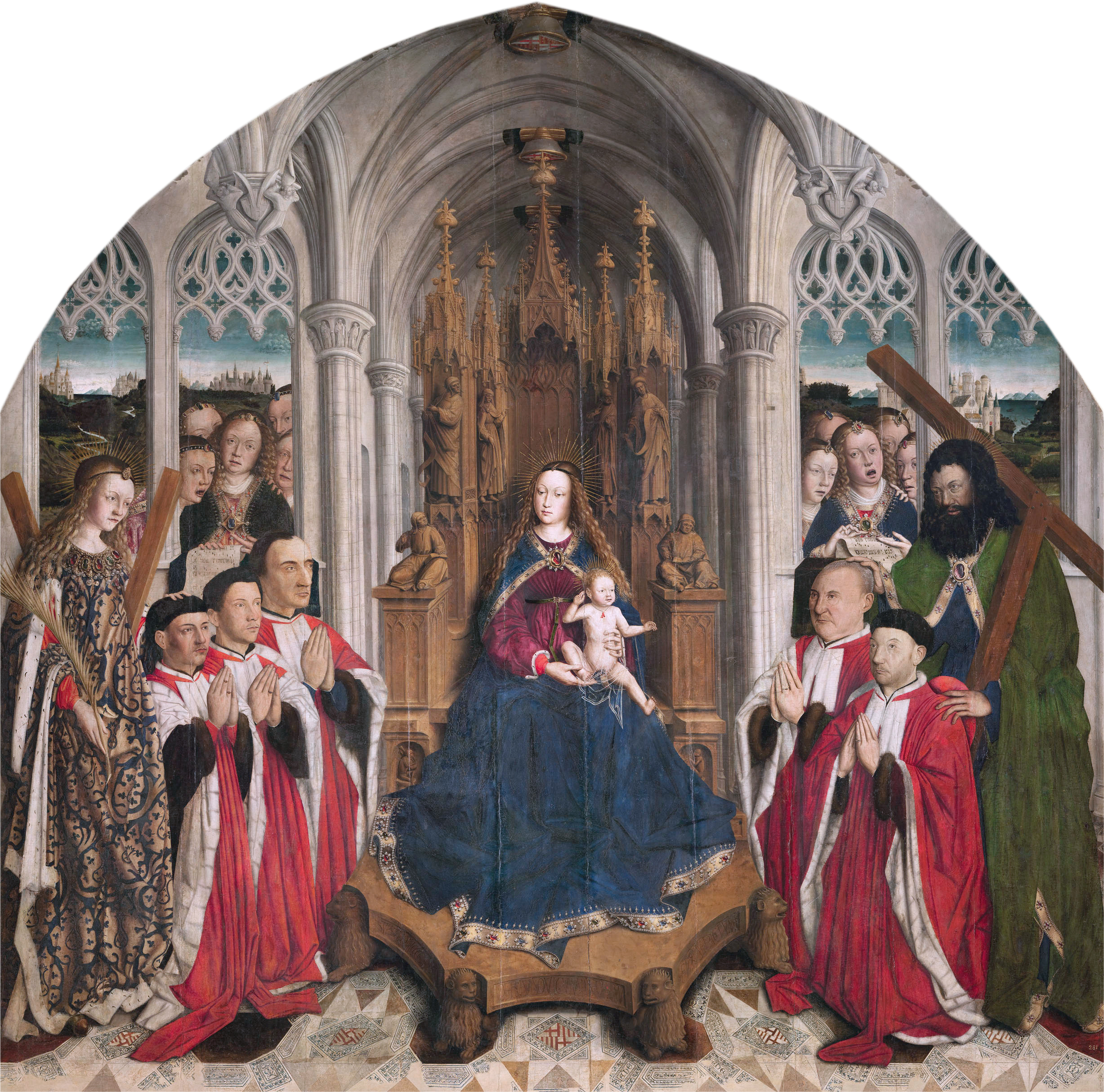
Madonna dei Consiglieri, 1443-1445 - Museo nazionale d'arte della Catalogna, Barcellona

Lluís Dalmau (Valenza, 1400 – 1460) è stato un pittore spagnolo, influenzato dallo stile fiammingo.

## Biografia
Grazie alla protezione di Alfonso V d'Aragona, soggiornò nel 1428 presso la corte di Giovanni II di Castiglia con il fine di approfondire le sue conoscenze nei riguardi delle opere fiamminghe. Proprio lì ebbe l'occasione di incontrare per la prima volta Jan van Eyck, la cui conoscenza venne rinsaldata tre anni dopo, quando Dalmau si trasferì a Bruges, presso la bottega dell'artista fiammingo.
Fu attivo a Valenza negli anni che vanno dal 1436 al 1438, dove lavorò ad una Annunciazione per il Castello di Xàtiva, oggi perduta.
Negli anni seguenti si spostò a Barcellona per eseguire una Vergine dei consiglieri commissionata dal municipio per la cattedrale, conservata al Museo nazionale d'arte della Catalogna. Questa opera si caratterizzò per gli elementi naturalistici presenti nel paesaggio e per quelli realistici avvertibili nelle figure, oltre che per alcune peculiarità disegnative e per una delicata brillantezza cromatica.
Nel novembre 1447, in compagnia del pittore valenciano Bartomeu Almenara, soggiornò a San Baudilio de Llobregat, per la realizzazione della pala d'altare della chiesa parrocchiale.
Un lavoro importante si rivelò la pala d'altare della cappella di San Antonio nella chiesa di Santa María del Mar, assunto nel 1449, che è stato seguito da alcuni altri ordini, come la pala di Santa Cecilia per la parrocchia di Mataró, assunto nel 1459, e la pala d'altare del convento di Sant Agustí Vell di Barcellona, per la confraternita "de los curtidores".
I suoi lavori furono eseguiti a olio secondo la tecnica messa a punto dai pittori fiamminghi.

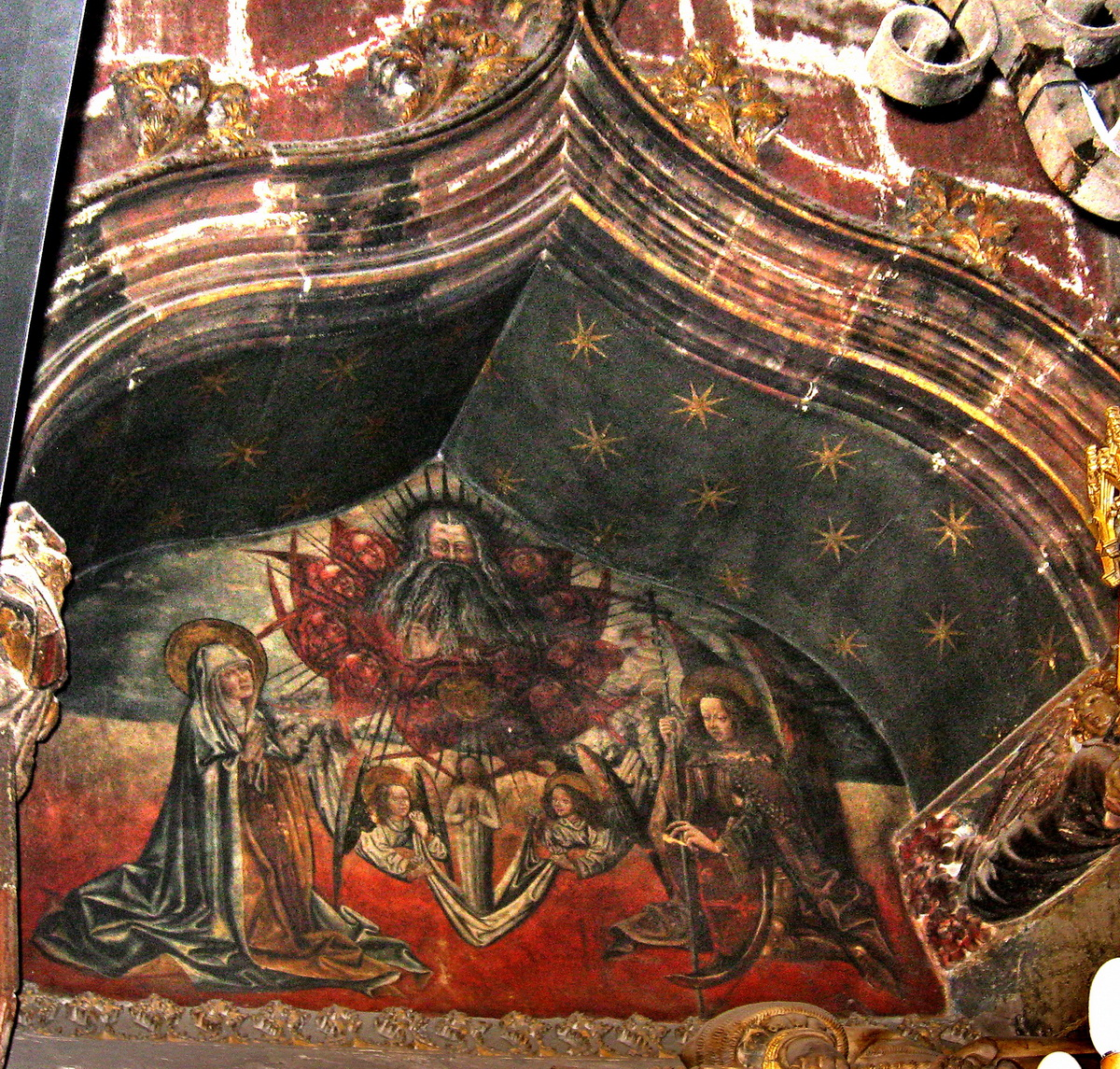
Elevatio animae, tomba di Sança Ximenis de Cabrera, cattedrale della Santa Croce e Sant'Eulalia, Barcellona
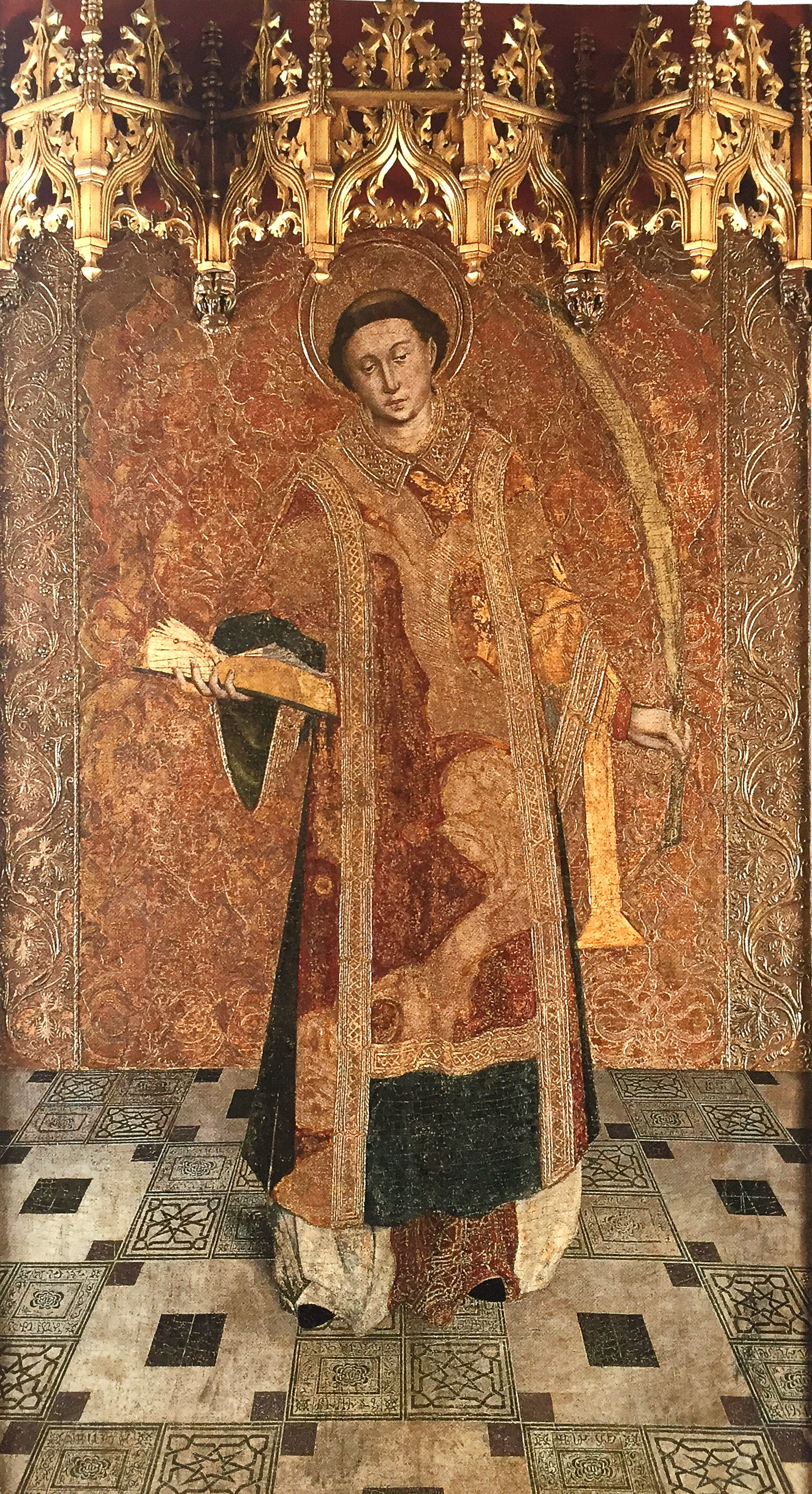
San Baudilio di Nîmes, chiesa di Sant Baldiri, Sant Boi de Llobregat, parte di polittico smembrato
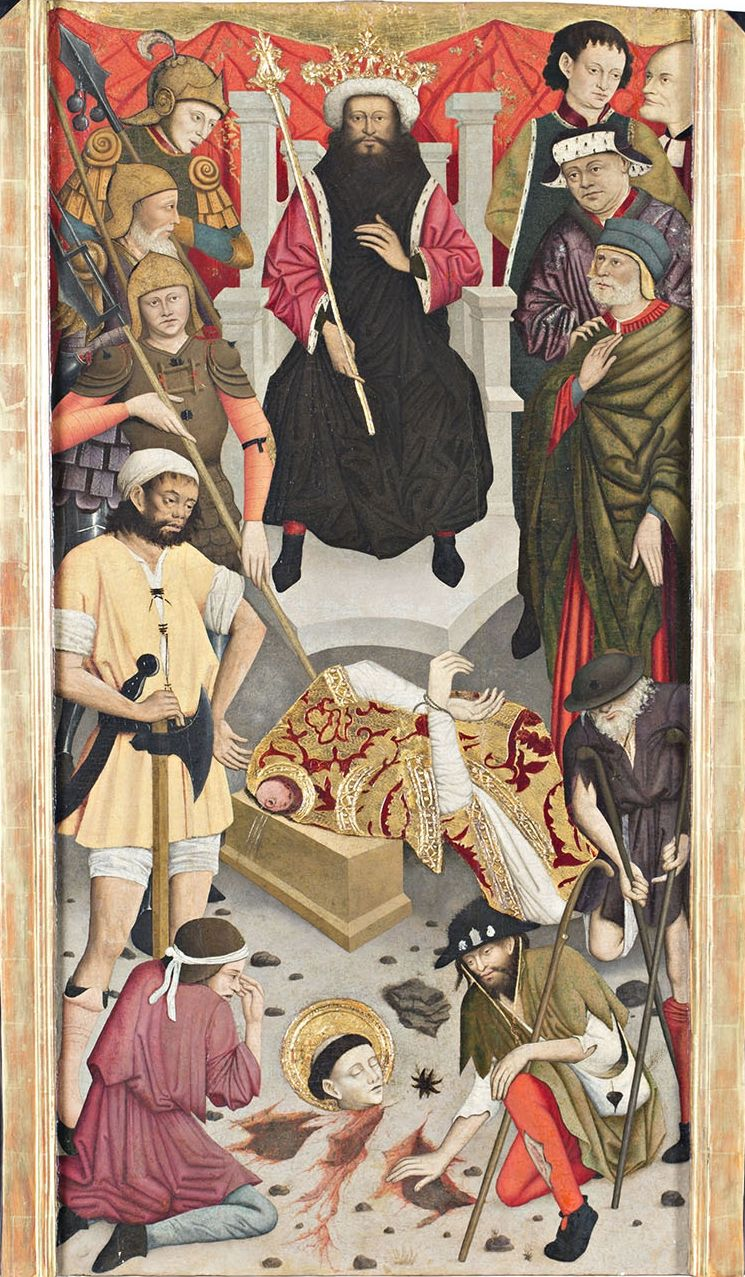
Decapitazione di San Baudilio di Nîmes, 1448, Museo nazionale d'arte della Catalogna, Barcellona, già parte del polittico della chiesa di Sant Baldiri a Sant Boi de Llobregat